# Arms and Sleepers
Arms and Sleepers — музыкальная группа из США, сочетающая в своём творчестве элементы таких музыкальных жанров, как эмбиент, прогрессивный рок и трип-хоп. В составе группы — Макс Льюис и Мирза Рамик. Группа создана в 2006 году, за это время были представлены три альбома — Bliss Was It in That Dawn to Be Alive в 2006, Black Paris 86 — 2007 и Matador, выпущенный в 2009.
На выступлениях группы используется видеоряд Дадо Рамадани, дополняющий музыку.

## История

### Формирование, Black Paris 86 (2006—2008)
Макс Льюис и Мирза Рамик ранее выступали в составе The List Exists, пост-рок группы из Брансуика, штат Мэн. После трехлетних выступлений, группа распалась в 2006 году. Льюс и Рамик создали Arms and Sleepers. Как объясняет Рамик, название группы — это "значение множества явлений в прошлом, настоящем и будущем. Пока одни воюют и убивают («воины»), другие — игнорируют происходящее («спящие»).
Первый релиз группы был записан в Fake Chapter Records состоялся в ноябре 2006 года. Первый релиз Bliss Was It in That Dawn to Be Alive EP был позитивно воспринят критиками. Первый полноценный альбом группы, Black Paris 86, был выпущен в 2007 на двух компакт-дисках (Expect Candy Records) и виниле (Ericrock).

### Matador (2009—2010)
Альбом «Матадор» был выпущен в США, Европе и Японии. Как и прошлый альбом группы, «Матадор» также вышел на 12'' виниле. Критики отметили выход альбома с воодушевлением, отмечали большую ориентацию на вокал по сравнению с прошлым альбомом.

### The Organ Hearts (2011 — настоящее время)
Третий альбом группы вышел в мае 2011 года эксклюзивно в Expect Candy Records. Некоторые синглы выполнены совместно с Беном Шепортом из инди-группы Uzi and Ari.

 Альбом «The Organ Hearts», с которым американцы едут в Россию, похож на витрину, где группа демонстрирует всё что умеет — тут вам и эксперименты с электроникой в духе раннего Four Tet («I Sing The Body Electric»), и задушевные песни (впервые в тур с Arms & Sleepres едет вокалист, Бен Шеппард (Ben Shepherd), известный по коллективу Uzi & Ari), и летние саундтрековые темы. Ник Завриев

## Дискография

### Альбомы
- Black Paris 86 (2007)
- Matador (2009)
- Nostalgia for the Absolute (2011)[3]
- The Organ Hearts (2011)
- Swim Team (2014)
- Life Is Everywhere (2017)[4]
- Find The Right Place (2018)[5]

### EP
- Bliss Was It In That Dawn To Be Alive (2006)
- Arms and Sleepers (EP) (2007)
- Cinématique (2007)
- Lautlos EP (2007)
- The Motorist (2009)
- From The Inland Sea (2009)
- Matador Alternate Versions/B-Sides (2009)
- Instrumentals I (2010)
- A Man, A Plan, A Canal: Panama (2011)
- Hurry Slowly (2014)
- Miami (2017)

### Прочие релизы
- Holiday CD/DVD (2007. CD/DVD)